# IC 802
IC 802 ist ein Stern im Sternbild Drache am Nordsternhimmel. Das Objekt wurde am 12. Juli 1887 vom französischen Astronomen Guillaume Bigourdan entdeckt und wurde wahrscheinlich irrtümlich für eine Galaxie gehalten.